# Papillon (film)

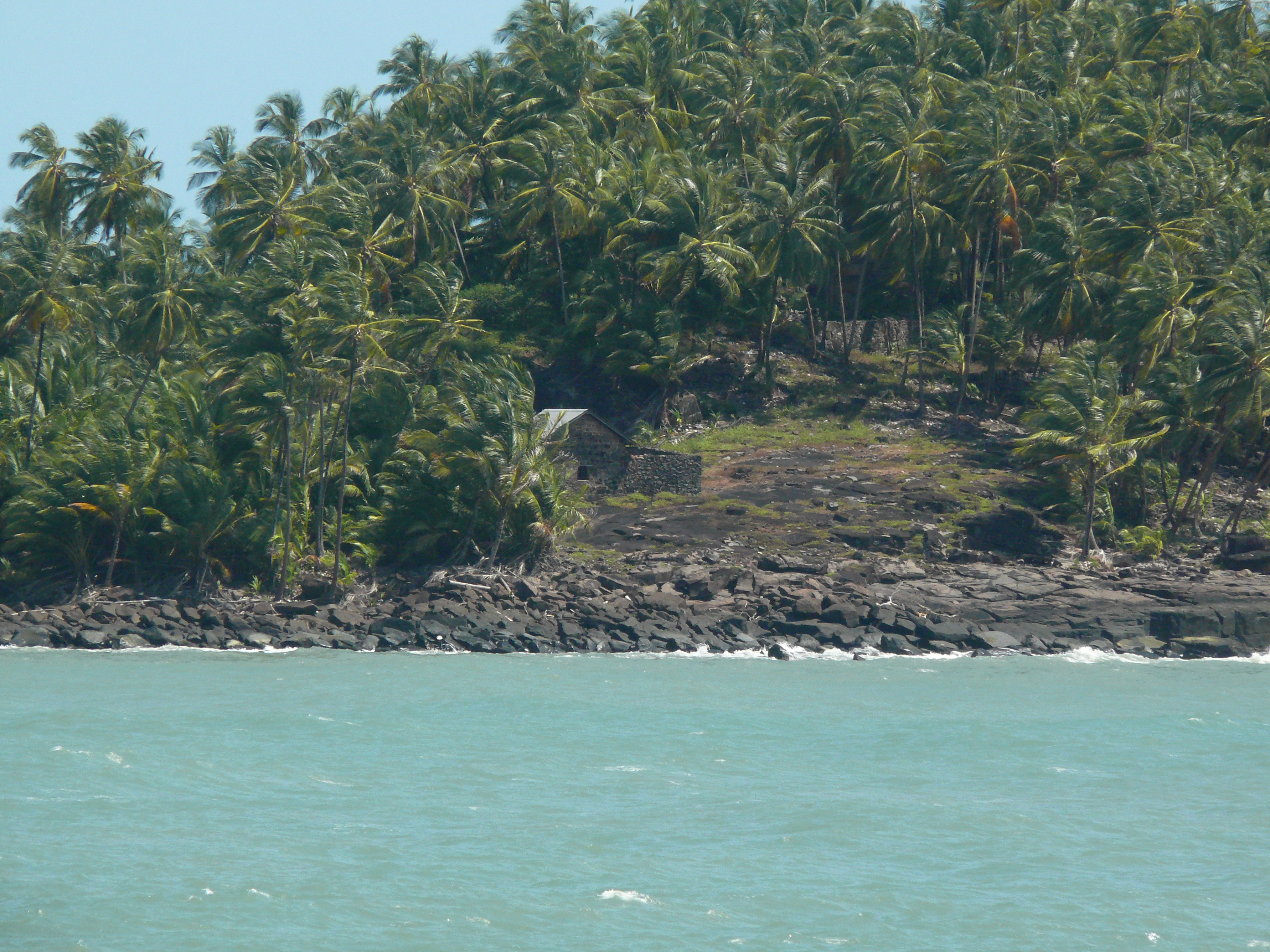
Djävulsön, utanför det sydamerikanska fastlandet, där en del av filmen utspelar sig.

Papillon är en fransk/amerikansk dramafilm från 1973, regisserad av Franklin J. Schaffner, med bland annat Steve McQueen och Dustin Hoffman i rollerna. Filmen, som hade biopremiär i USA den 16 december 1973, är baserad på boken med samma namn.

## Handling
Historien bygger på Henri Charrières historia om hur han som ung småbrottsling fängslas för ett mord som han inte begått i Paris, för att sedan deporteras till en straffkoloni i Franska Guyana. På fartyget över Atlanten blir han bekant med den bedrägeridömde Louis Dega, och de utvecklar med tidens gång en nära vänskap. Papillon gör flera försök att fly, men misslyckas varje gång och får bland annat tillbringa långa perioder i isolering. I slutet lyckas han fly på en liten flotte (tillverkad av kokosnötter och tygsäckar) från den beryktade Djävulsön utanför fastlandets kust.

## Om filmen
Filmen är baserad på Henri Charrières självbiografiska bok med samma namn. Den hade svensk premiär 28 januari 1974 på ett antal olika biografer, bland annat Festival i Stockholm. Filmen spelades in i Spanien och på Jamaica.
2018 kom en nyinspelning av filmen med Charlie Hunnam och Rami Malek i huvudrollerna, se Papillon (film, 2018).

## Rollista (i urval)
- Steve McQueen – Henri "Papillon" Charrière
- Dustin Hoffman – Louis Dega
- Victor Jory – Indianhövding
- Don Gordon – Julot
- Anthony Zerbe – Toussaint (Leprakolonins ledare)
- Robert Deman – Maturette
- Woodrow Parfrey – Clusiot
- Bill Mumy – Lariot
- George Coulouris – Dr. Chatal
- Ratna Assan – Zoraima

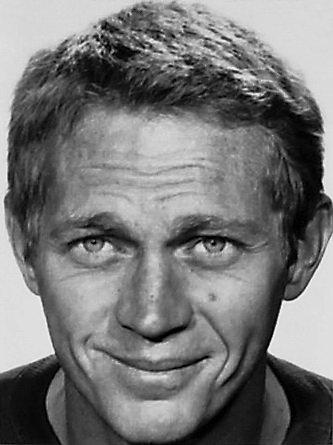
Steve McQueen
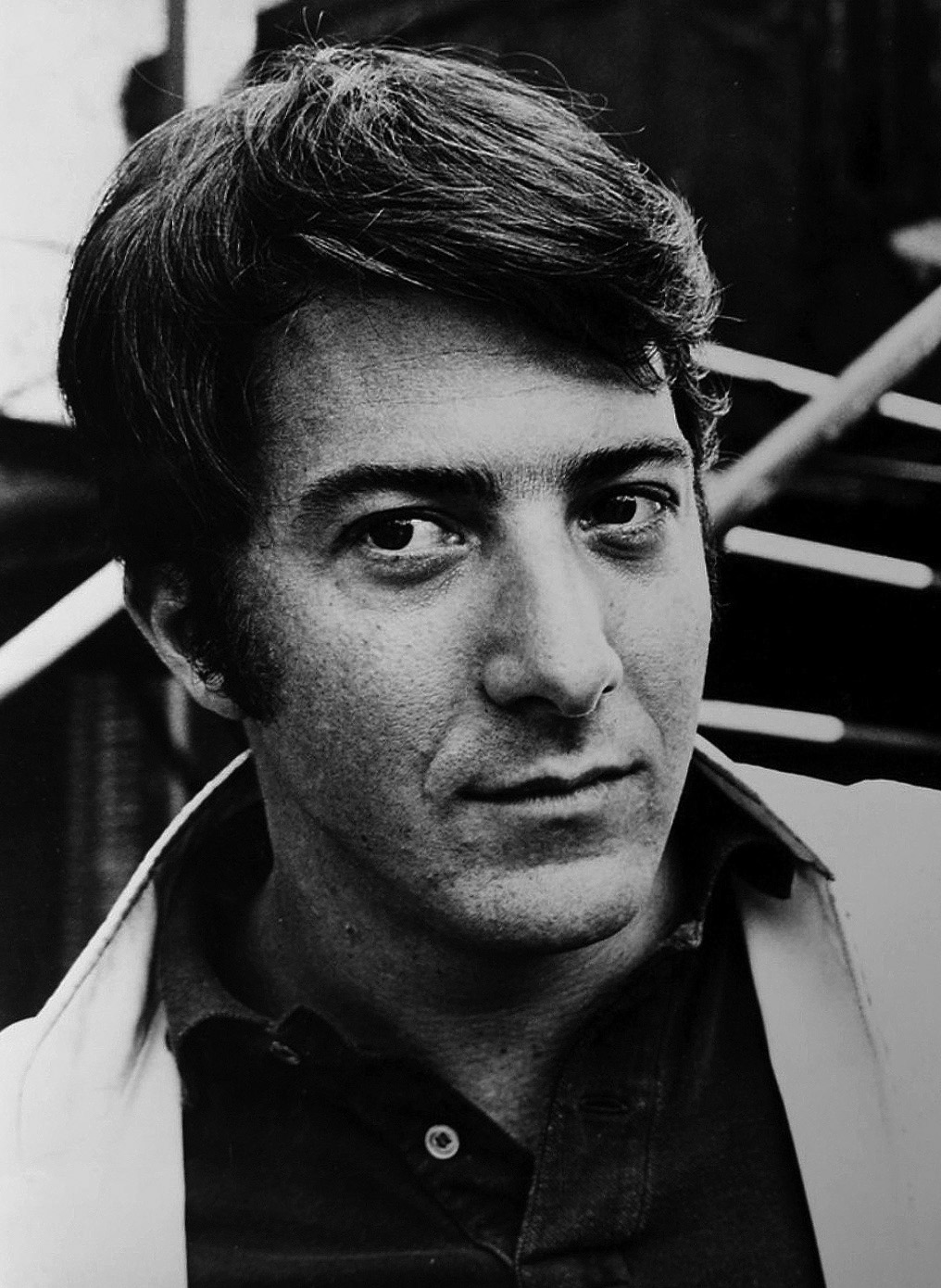
Dustin Hoffman

## Musik
Musiken till filmen komponerades av den amerikanske filmmusikskompositören Jerry Goldsmith, som dessförinnan bland annat hade gjort musiken till TV-serien Mannen från UNCLE (1964) och spelfilmen Apornas planet (1968). Musiken till Papillon är inspirerad av syd- och centralamerikansk/karibisk musik.

### Låtlista
Alla låtar är skrivna och komponerade av Jerry Goldsmith. 
| Nr           | Titel               | Längd |
| ------------ | ------------------- | ----- |
| 1.           | Theme from Papillon | 2:15  |
| 2.           | The Camp            | 2:57  |
| 3.           | Reunion             | 4:33  |
| 4.           | New Friend          | 2:02  |
| 5.           | Freedom             | 3:53  |
| 6.           | Gift from the Sea   | 6:42  |
| 7.           | Antonio's Death     | 2:25  |
| 8.           | Cruel Sea           | 1:26  |
| 9.           | Hospital            | 3:46  |
| 10.          | Survival            | 5:20  |
| Total längd: | Total längd:        | 35:19 |

## Populärkultur
I Berts vidare betraktelser hyr Berts familj en bil för att se sig omkring då de besöker Jamaica, bland annat för att se filmens inspelningsplats.